# Barbade aux Jeux olympiques d'été de 2012
La Barbade participe aux Jeux olympiques d'été de 2012 à Londres, au Royaume-Uni, du 27 juillet au 12 août de cette même année pour sa 12e fois à des Jeux d'été.
Quatre athlètes sont qualifiés pour composer l'équipe barbadienne.

## Athlétisme
Les athlètes de la Barbade ont jusqu'ici atteint les minima de qualification dans les épreuves d'athlétisme suivantes (pour chaque épreuve, un pays peut engager trois athlètes à condition qu'ils aient réussi chacun les minima A de qualification, un seul athlète par nation est inscrit sur la liste de départ si seuls les minima B sont réussis), :
Ryan Brathwaite (ancien champion du monde) et Shane Brathwaite sont qualifiés pour le 110 mètres haies hommes.
Hommes
| Athlète          | Épreuve          | Séries     | Séries | Quarts de finale | Quarts de finale | Demi-finales | Demi-finales | Finale   | Finale |
| Athlète          | Épreuve          | Résultat   | Rang   | Résultat         | Rang             | Résultat     | Rang         | Résultat | Rang   |
| ---------------- | ---------------- | ---------- | ------ | ---------------- | ---------------- | ------------ | ------------ | -------- | ------ |
| Ryan Brathwaite  | 110 mètres haies | 13.23 (MS) | 2      | NC               | NC               | 13.23 (=MS)  | 5            | 13.40    | 5      |
| Shane Brathwaite | 110 mètres haies | DNF        | -      | NC               | NC               | -            | -            | -        | -      |
| Ramon Gittens    | 100 mètres       | exempt     | exempt | 10.35            | 39               | -            | -            | -        | -      |
| Greggmar Swift   | 110 mètres haies | 13.62      | 25     | NC               | NC               | -            | -            | -        | -      |

## Judo
Kyle Maxwell est qualifié dans la catégorie "73 kg hommes".
| Athlète      | Compétition           | 1/32 de finale      | 1/16 de finale        | 1/8 de finale       | Quarts de finale    | Demi-finales        | Repêchage 1         | Repêchage 2         | Finale              | Finale |
| Athlète      | Compétition           | Adversaire Résultat | Adversaire Résultat   | Adversaire Résultat | Adversaire Résultat | Adversaire Résultat | Adversaire Résultat | Adversaire Résultat | Adversaire Résultat | Rang   |
| ------------ | --------------------- | ------------------- | --------------------- | ------------------- | ------------------- | ------------------- | ------------------- | ------------------- | ------------------- | ------ |
| Kyle Maxwell | Moins de 73 kg hommes | exempt              | Riki Nakaya 0001/1000 | -                   | -                   | -                   | -                   | -                   | -                   | -      |

## Natation
Bradley Ally est qualifié pour le "400 mètres" medley hommes.
| Athlète      | Épreuve       | Séries  | Séries | Demi-finales | Demi-finales | Finale | Finale |
| Athlète      | Épreuve       | Temps   | Rang   | Temps        | Rang         | Temps  | Rang   |
| ------------ | ------------- | ------- | ------ | ------------ | ------------ | ------ | ------ |
| Bradley Ally | 100 m dos     | 56.27   | 40     | -            | -            | -      | -      |
| Bradley Ally | 200 m 4 nages | 2:00.85 | 22     | -            | -            | -      | -      |
| Bradley Ally | 400 m 4 nages | 4:21.32 | 25     | -            | -            | -      | -      |